# Городской (стадион, Барановичи)
«Локомотив» (бел. «Лакаматыў») — стадион в Барановичах, Беларусь. Является домашней ареной ФК «Барановичи». Вместимость стадиона составляет 2998 человек.
Расположен в квартале между улицами Ленина, Войкова и Баранова , по адресу ул. Ленина, 22.

## Названия
- «Локомотив» (1945—н.в.)

## История
Стадион открыт в 1944 году. В 1940-е годы проходил традиционный праздник песни приуроченный к дню Победы.В 2007 году был реконструирован.
В июле 2020 года началась реконструкция которую решили приурочить к 151-летию Барановичей в 2022 году. Полностью реконструировали западную трибуну: снаружи появились новые сидения, внутри — служебные и медицинские кабинеты, тренажерный зал, помещения для журналистов. Поле отцентровали, уложили натуральное покрытие, сделали систему автополива. Стадион получил вторую категорию УЕФА, то есть подходит и для матчей высшей лиги. К открытию перенесли матч 7 тура первой лиги «Волна» — «Барановичи» который должен был быть домашним для «Волны», но с разрешения АБФФ команды поменялись очередностью «гости — хозяева».
В апреле 2023 года в пресс-службе футбольного клуба «Барановичи» сообщили, что у стадиона сменилось название на «Городской». Наименование «Локомотив» стадион носил с 1945 года.

## Галерея

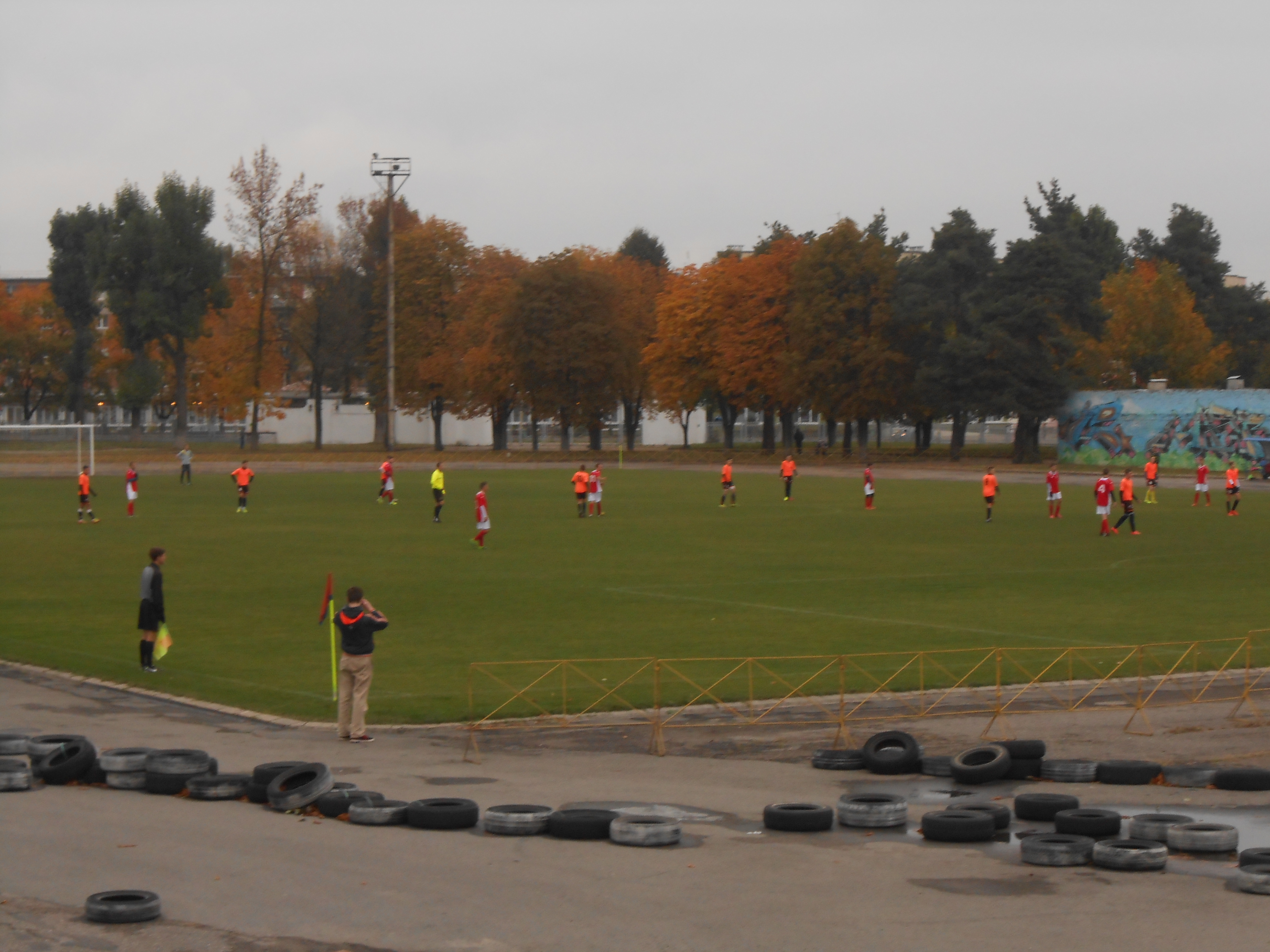
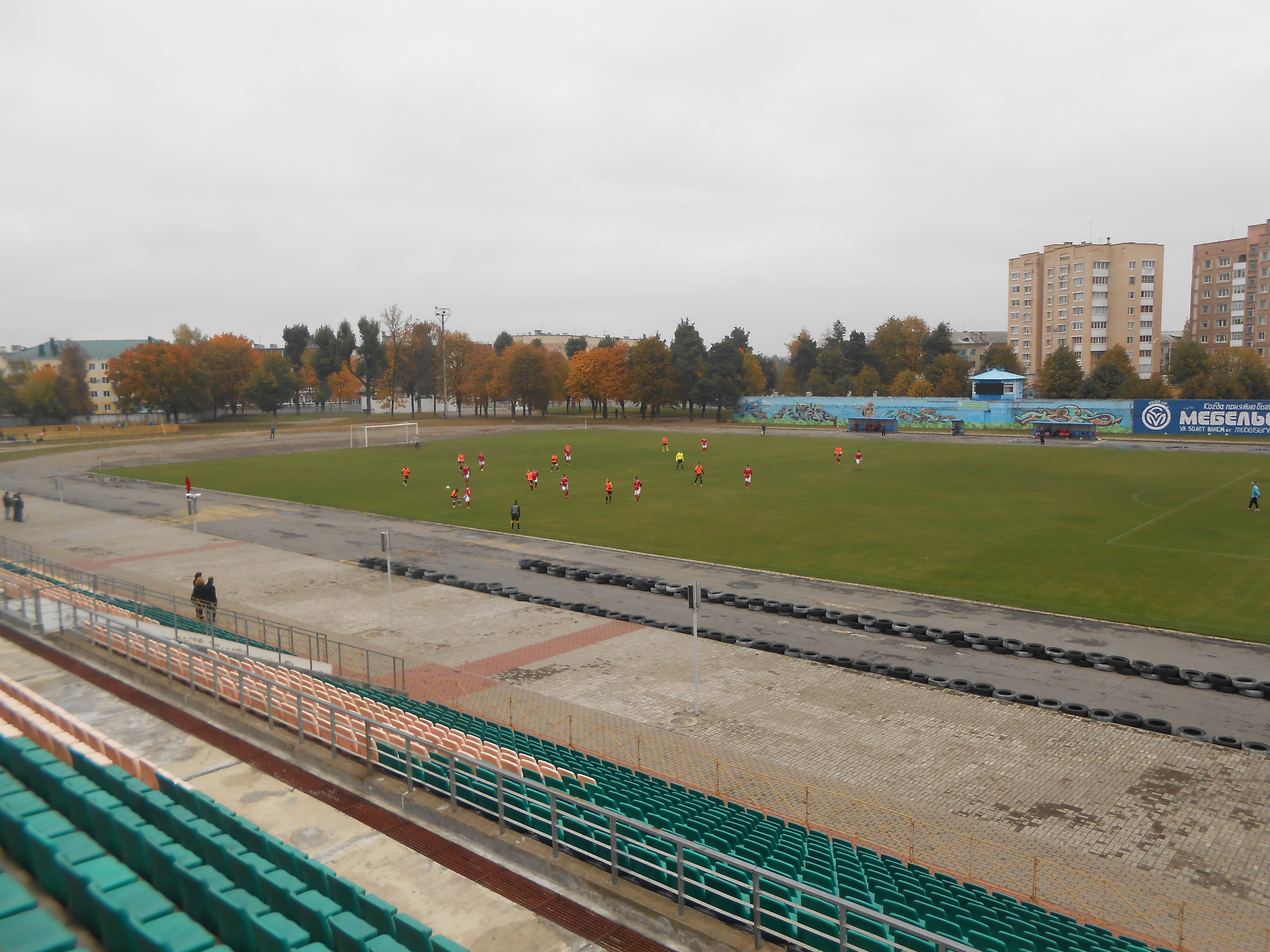
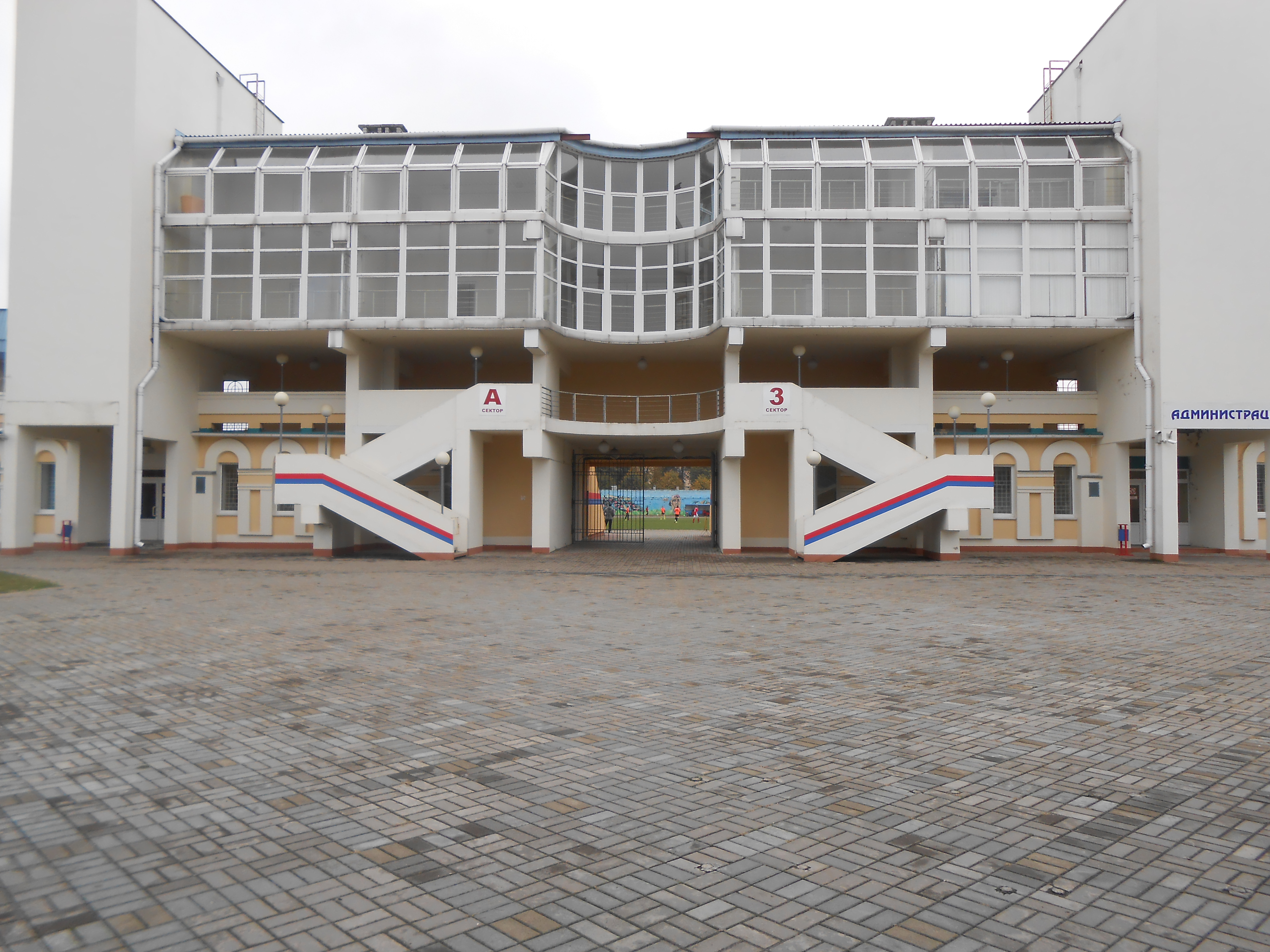
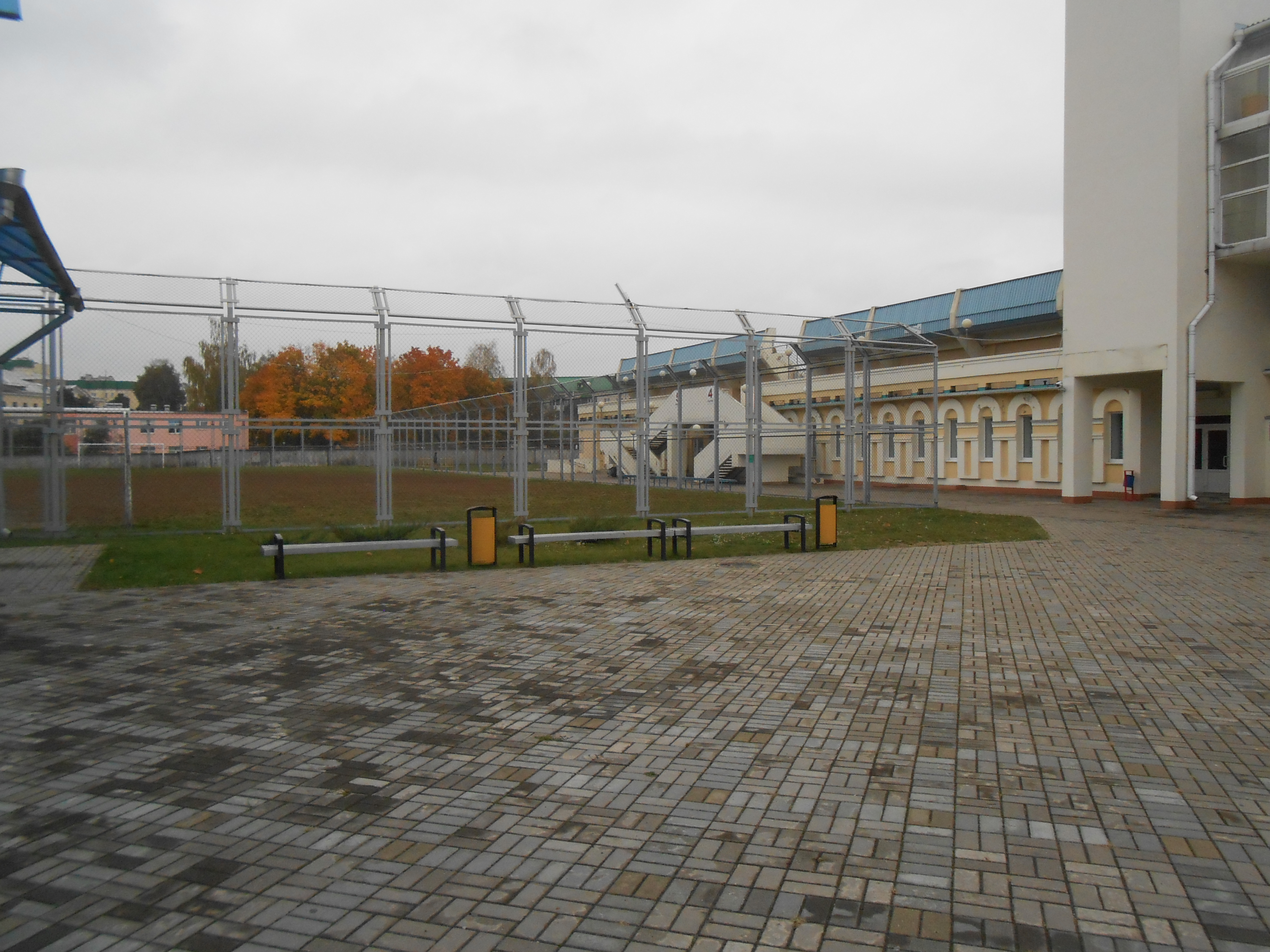
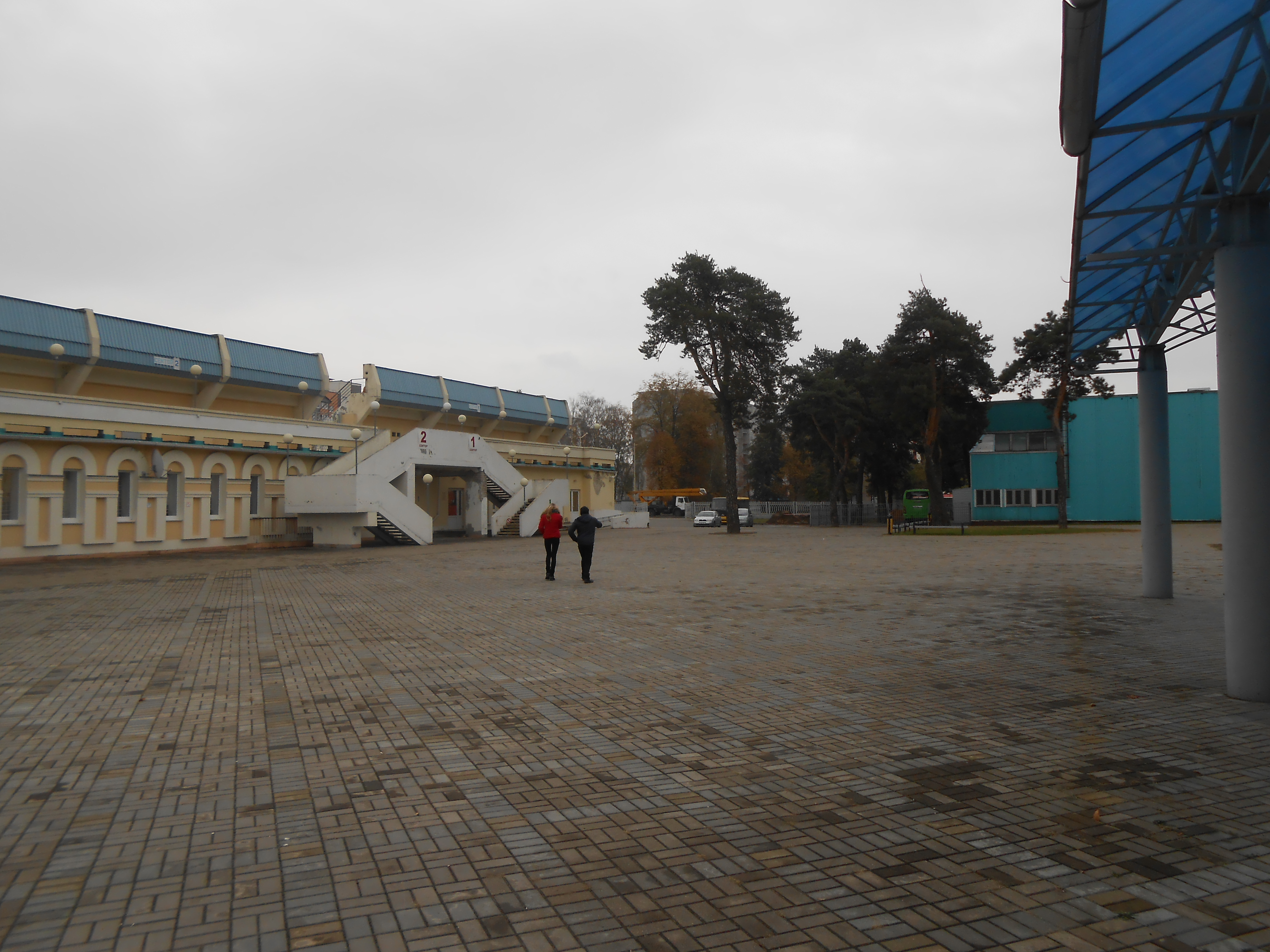